# 賈斯汀·克魯格
賈斯汀·S·克魯格是一名美國社會心理學家和紐約大學史登商學院教授。

## 教育
克魯格在1993年獲得聖克拉拉大學心理學學士學位（大三時在英國杜倫大學學習），並在1999年獲得康乃爾大學社會心理學博士學位。

## 研究成果
克魯格因與大衛·鄧寧共同撰寫1999年的研究報告而知名。這項研究表明，在某些任務中表現最差的人，如判斷幽默、語法和邏輯，明顯高估了他們在這項任務中的能力。這項研究後來產生所謂的鄧寧-克魯格效應，這是一種認知偏誤，即人們錯誤地將自己的認知能力評估為比實際情況更強。該研究還發現，在識別某個笑話有多好笑方面表現略高於平均水平的人，往往在評估他們在指定任務中的表現時最準確，而表現最好的人往往認為他們的表現只略高於平均水平。